# Adercotrymidae
Adercotrymidae es una familia de foraminíferos bentónicos de la superfamilia Trochamminoidea, del suborden Trochamminina, y del orden Trochamminida. Su rango cronoestratigráfico abarca desde el Cretácico hasta el actualidad.

## Discusión
Clasificaciones previas hubiesen incluido Adercotrymidae en el suborden Textulariina o en el orden Textulariida. Otras clasificaciones lo han incluido en el orden Lituolida.

## Clasificación
Adercotrymidae incluye a las siguientes subfamilias y géneros:
- Subfamilia Adercotryminae
  - Adercotryma
  - Insculptarenula †
- Subfamilia Bykoviellinae
  - Bykoviella †
  - Polskiammina
  - Sepetibaella

Otro género considerado en Adercotrymidae es:
- Yuanaia † de la subfamilia Bykoviellinae, aceptado como Bykoviella